# Litsea reticulata
Litsea reticulata är en lagerväxtart som beskrevs av Benth. & Hook. f. och Ferdinand von Mueller. Litsea reticulata ingår i släktet Litsea och familjen lagerväxter. Inga underarter finns listade i Catalogue of Life.